# Podokezaur
Podokezaur (Podokesaurus) – rodzaj niewielkiego teropoda z rodziny celofyzów (Coelophysidae). Żył we wczesnej jurze na obecnych terenach Ameryki Północnej. Osiągał prawdopodobnie około 90 cm długości. Gatunek typowy rodzaju, Podokesaurus holyokensis, został opisany w 1911 roku przez amerykańską paleontolog Mignon Talbot. Holotyp został jednak zniszczony podczas pożaru muzeum w 1916 roku.